# Насонова Валентина Олександрівна
Валентина Олександрівна Насонова (6 липня 1923 — 2 лютого 2011) — радянський і російський ревматолог. Почесний президент Асоціації ревматологів Росії. Академік РАМН.

## Біографія
Закінчила Московський стоматологічний інститут у 1946 році, клінічну ординатуру кафедри терапії. Працювала на кафедрі терапії та професійних хвороб 1-го ММІ.
Із 1958 року — у Державному НДІ ревматизму Міністерства охорони здоров'я РРФСР (із 1982 року — НДІ ревматології АМН СРСР / РАМН, із 2012 року — ФДБНУ «Науково-дослідний інститут ревматології імені В. А. Насонової»).
Із 1970 по 2001 роки — директор Інституту ревматології РАМН, у 2001—2011 роках — почесний директор інституту.
Похована в Москві на Новодівичому кладовищі.
Син — Євген Львович Насонов, академік РАН, директор ФДБНУ «Науково-дослідний інститут ревматології імені В. О. Насонової».
Онучка — Насонова Анастасія Євгенівна (1978 р. нар.).

## Вибрані наукові праці
Автор близько 500 наукових праць та 9 монографій. Наукові праці із системного червоного вовчаку, ревматоїдного артриту, мікрокристалічних артритів, остеоартрозу тощо.
- Геморрагический васкулит. (Болезнь Шенлейна — Геноха). — М., 1959
- Системная красная волчанка. — М., 1972
- «Многоликие» коллагенозы. (Новое в жизни, науке, технике. Сер. Медицина. № 8). — М., 1973
- Ревматизм. (Б-ка практического врача. Сердечно-сосудистые заболевания). — М., 1978 (в соавт.)
- Патогенетическая терапия ревматических заболеваний. — М., 1985 (в соавт.)
- Клиническая ревматология. Руководство. — М., 1989 (в соавт.)
- Проблема остеопороза в ревматологии. — М., 1997 (в соавт.)
- Краткое руководство по ревматологии. — М., 1999.

## Нагороди, почесні звання
- Орден «Знак Пошани»[4]
- Орден Трудового Червоного Прапора[5]
- Орден Пошани (2003)[6]
- Медаль ордена «За заслуги перед Вітчизною» ІІ ступеня (2009)[7]
- Заслужений діяч науки Російської Федерації (1997)[8]